# 英雄出少年 (木偶劇)
《英雄出少年》，又名《急智小英雄》，是台海兩岸合製、以聰慧俠義的中國古代少年包敏為主角的撐頭木偶電視劇，完形影視製作，廣電基金監製，共30集，於1997年6月7日中視頻道廣電基金節目時段首播。

## 源起
「英雄出少年」源於上個世紀末1996年，以迄2012年左右，台灣電視媒體上曾出現過的「完形偶劇」風潮，其拍攝資金及技術來自台灣，集合了中國三省（山西、陝西、貴州）超過六十名之中國國家級演員，從無至有，打造出中國大陸真正完整的電視木偶劇產業鏈，之后經營團隊（包含「王偉忠」及「游正偉」）在山西孝義建立自有的「孝義完形攝影基地」，而后獲得郭台銘之投資，由郭台銘之子郭守正擔任董事長，改組成立「新完形影視」。「完形偶劇」並由郭守正正式更名，並注冊為「Ruppet」（致敬於美國吉姆漢森工作室所創造之Muppet ）。

## 特色
「英雄出少年」一劇是為首次台海兩岸合製的電視「撐桿木偶劇」，該劇雖然技術仍顯生疏，尤其在美術（場景佈置）上有不少暇疵，但因為其先創性，獲得第四十屆紐約國際電視節兒童節目銅牌獎。全劇主要劇情是以聰慧俠義的中國古代少年包敏為主角（暗示小「包青天」），主要為明代社會背景的刑偵斷案，少年包敏因為皇太子賞識，最終成為少年縣令。
全劇由完形影視製作，廣電基金監製，台灣版共13集，中國大陸版為30集，於1997年6月7日中視頻道廣電基金節目時段首播。該劇同時在中國中央電視台電影頻道播出。因為得獎及收視率長紅，本劇於1998年暑假以帶狀方式於中視頻道廣電基金節目時段重播。值得說明的是，本劇也是廣電基金在停止委外製播節目最后一批優秀影視作品。
2012年后，因政治因素，台海兩岸文化交流活動漸驅沉寂，近年已不見該公司再有偶劇生產。

## 製作
- 製作人：陳珍誠、游正偉
- 導演：李建政
- 故事：江河
- 編劇：游正偉、江河
- 木偶設計：王春勝、王茂偉[5]
- 木偶操作：孝義皮影木偶劇團[6][7]
- 音樂演奏：北京交響樂團[1]
- 拍攝：西安電影製片廠[1]

## 出處
1. 1 2 3 4  陳民峰, , 民生報, 1998-05-20
2. 1 2  張文輝, , 聯合報, 1998-01-24
3. 1 2  陳民峰, , 民生報, 1997-06-07
4. ↑  張文輝, , 聯合報, 1998-01-18
5. ↑  喬慧, , 人民網, 2018-05-24  [2019-10-22], （原始内容存档于2020-04-09）
6. ↑  張世川, , 人民網　山西頻道, 2018-11-26  [2019-10-22], （原始内容存档于2019-10-22）
7. ↑  趙泉, , 微孝義, 2017-09-18  [2019-10-22], （原始内容存档于2019-10-22）

## 外部連結
- 互联网电影数据库（IMDb）上《英雄出少年》的资料（英文）
- 豆瓣电影上《英雄出少年》的資料 （简体中文）